# 946 Poësia
A 946 Poësia (ideiglenes jelöléssel 1921 JC) a Naprendszer kisbolygóövében található aszteroida. Max Wolf fedezte fel 1921. február 11-én, Heidelbergben.